# Siro-esaplare
La versione Siro-esaplare è la traduzione in siriaco, effettuata dal vescovo Paolo di Tella nel VII secolo, della Septuaginta come rielaborata da Origene di Alessandria nella sua Esapla.
Questa versione è importante per lo studio della Septuaginta, perché include spesso i simboli che Origene ha usato per marcare le differenze che egli aveva rilevato tra il testo della Septuaginta e quello ebraico.
Essendo una traduzione diretta dal greco in siriaco, non va confusa con la Peshitta che è una traduzione in siriaco direttamente dall'ebraico.